# حسني عبيدي
حَسني عبيدي باحث وأكاديمي جزائري، من مواليد مدينة الونزة بأقصى الشرق الجزائري، درس المراحل الأولى بمسقط رأسه ثم تحصل على الليسانس بجامعة الجزائر العاصمة. انتقل إلى سويسرا وتحصل فيها على الدكتوراه، مقيم في المهجر منذ ما يقارب العشرين عاما، وحاليا يدير مؤسسة تُعنى بالبحث والفكر العربي والأوروبي، وهي مركز الأبحاث والدراسات حول العالم العربي ودول المتوسط (السيرمام)، في مدينة جنيف السويسرية.
إنجازاته كبيرة على المستوى الأكاديمي،[بحاجة لمصدر] فهو باحث في المعهد الأوروبي، أستاذ بمعهد الدراسات الشاملة بجامعة جنيف ومستشار للجنة الدولية للصليب الأحمر، وأستاذ محاضر زائر بجامعة السوربون في باريس، له عدة مؤلفات منها مؤلفات حول الجزائر والعالم العربي وكذلك أوروبا. ·

## آراؤه
قال عبيدي في أحد الحوارات أن «العرب المقيمين في الغرب وخاصة المسلمين يعانون أكثر من غيرهم من تشدد في التشريعات الأوروبية بل في ابتكار قوانين جديدة من أجل الحد من تنامي التواجد العربي والمسلم كما تزعم بعض الآحزاب التي وجدت في عدائها للإسلام ومروحة التخويف ورقة رابحة في الانتحابات المحلية والوطنية.» وأضاف عبيدي: «لماذا يتهم المسلم في روما بالإرهاب لأن جنديا إيطاليا قتل في أفغانستان؟ لماذا ينعت المسلم في برلين بأنه متعصب; لأن صحفية سودانية متهمة بارتداء البنطلون في الخرطوم؟»